# اغذیه‌فروشی مکانیکی
اغذیه‌فروشی مکانیکی یا قصاب مکانیکی عنوان فیلمی است فرانسوی با ژانر علمی–تخیلی و کمدی به کارگردانی برادران لومیر. این فیلم محصول سال ۱۸۹۵ میلادی است. اغذیه‌فروشی مکانیکی را نخستین فیلم علمی تخیلی می‌دانند.